# Achaïos (fils de Xouthos)
Pour les articles homonymes, voir Achaïos.
Dans la mythologie grecque, Achaïos ou Achéos (en grec ancien Ἀχαιός / Akhaiós, en latin Achæus), fils de Xouthos et de Créuse, est le frère d'Ion et le héros éponyme des Achéens.
Les récits sont contradictoires le concernant : d'après Strabon, il s'exile d'Attique à Lacédémone (Sparte) après avoir tué involontairement un homme ; mais Pausanias (VII, 1, 3) rapporte qu'après la mort de Xouthos, il rejoint la Thessalie où il recouvre le trône de son père, avec l'appui d'Athènes et d'Égialée (où Xouthos s'était réfugié).